# Erik Bjørkum
Erik Bjørkum (Sandefjord, 26 de febrero de 1965) es un deportista noruego que compitió en vela en la clase Flying Dutchman. 
Participó en los Juegos Olímpicos de Seúl 1988, obteniendo una medalla de plata en la clase Flying Dutchman (junto con Ole Petter Pollen).
Ganó una medalla de bronce en el Campeonato Mundial de Flying Dutchman de 1988 y una medalla de plata en el Campeonato Europeo de Flying Dutchman de 1988.

## Palmarés internacional
| \| Juegos Olímpicos \| Juegos Olímpicos \| Juegos Olímpicos \| Juegos Olímpicos \| \| Año \| Lugar \| Medalla \| Clase \| \| ------------------ \| -------------------------- \| ----------------- \| ---------------- \| \| 1988 \| Seúl (Corea del Sur) \| Medalla de plata \| Flying Dutchman \| \| Campeonato Mundial \| \| \| \| \| Año \| Lugar \| Medalla \| Clase \| \| 1989 \| Alassio (Italia) \| Medalla de bronce \| Flying Dutchman \| \| Campeonato Europeo \| \| \| \| \| Año \| Lugar \| Medalla \| Clase \| \| 1988 \| Palma de Mallorca (España) \| Medalla de plata \| Flying Dutchman \| |                            |                   |                 |
| Juegos Olímpicos |                            |                   |                 |
| Año | Lugar                      | Medalla           | Clase           |
| 1988 | Seúl (Corea del Sur)       | Medalla de plata  | Flying Dutchman |
| Campeonato Mundial |                            |                   |                 |
| Año | Lugar                      | Medalla           | Clase           |
| 1989 | Alassio (Italia)           | Medalla de bronce | Flying Dutchman |
| Campeonato Europeo |                            |                   |                 |
| Año | Lugar                      | Medalla           | Clase           |
| 1988 | Palma de Mallorca (España) | Medalla de plata  | Flying Dutchman |